# Heliacus planispira
Heliacus planispira är en snäckart som beskrevs av Henry Augustus Pilsbry och Lowe 1932. Heliacus planispira ingår i släktet Heliacus och familjen Architectonicidae. Inga underarter finns listade i Catalogue of Life.